# Anville (cràter)
Anville és un cràter d'impacte lunar relativament petit i solitari situat a la part nord del Mare Fecunditatis. El seu nom prové del cartògraf francès Jean-Baptiste d'Anville. Aquesta és una formació circular en forma de copa amb una vora esmolada i una petita aparença de desgast. S'ha produït un cert despreniment menor en la meitat oriental de la paret interior. Va ser designat Taruntius G abans de ser assignat un nom per la UAI. El cràter Taruntius es troba al nord-nord-oest, a la vora del mar.